# Sven Voelpel

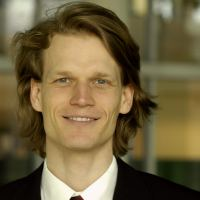
Sven Voelpel.

Sven Constantin Voelpel (n. 13 octombrie 1973, München, Germania) este un teoretician organizațional de origine germană și profesor de administrare a afacerilor la departamentul de umanistică și științe sociale la Jacobs University în Bremen, Germania, cunoscut pentru munca sa în domeniul managementului strategic, modelelor de afaceri  și gestionare a cunoștințelor.

## Biografie
Voelpel și-a făcut diploma de Master (MA) în economie, științe sociale și administrare a afacerilor la universitatea Augsburg în 1999, și diploma de doctorat (PhD) la University of St. Gallen din Elveția, în 1993.
Voelpel și-a început cariera academică ca student post-universitar la Harvard University în 2003, și și-a continuat cercetarea la universitatea Oxford University până în 2008. În anul universitar 2003-2004, a fost profesor asociat la University of Groningen, precum și Norwegian School of Economics. În 2004, s-a transferat la Jacobs University Bremen, unde a fost numit profesor de administrare a afacerilor.
În 2007, Voelpel a fondat WDN – WISE Demographics Network în Bremen (Germania) și de atunci este director. WDN oferă soluții specifice și științifice la problemele legate de demografia personalului în companiile partenere. 
Voelpel a servit și ca membru în consiliul editorial al Journal of Change Management (2004-2010), pentru Journal of Knowledge Management (2004-2006), și pentru Organization Studies din 2008.

## Activitate
Cercetarea lui Voelpel se axeaza pe domeniille: conducere, eficacitate a echipei, gestionare a cunoștințelor și a schimbărilor, gestionare a demografiei și diversității management.
Articolul său intitulat „Creșterea cunoștințelor spre gestinoarea atenției” (”The rise of knowledge towards attention management”) a fost recunoscut ca unul dintre citațiile clasice în domeniul gestionării cunoștințeor, basat pe numărul de citații pe care l-a avut. În 2009 și 2012, a fost clasat printre primii 100 cercetători sub 40 de ani, de către Handelsblatt. A fost de asemenea clasat, prin productivitatea individuală, pe locul 33 al cercatătorilor KM/IC.
Ca și director fondator al WDN Arhivat în 24 ianuarie 2021, la Wayback Machine., cercetarea sa în conducerea demografică a influențat pozitiv condițiile de lucru a milioane de angajați în companiile partenere ale WDN, inclusiv Daimler AG, Deutsche Bahn, Deutsche Bank, etc. În 2013, WDN a inițiat un program de concurență, intitulat „Competență interregională și program de calificare” (Intergenerational Competence and Qualification Program Arhivat în 4 martie 2016, la Wayback Machine.), care a fost efectuat de către Ministerul Federal al Educației și Cercetării (Germania) (BMBF), în căutarea soluțiilor inovative pentru schimbarea demografică în forța de muncă.
Ultima publicație a cărții lui Voelpel, „Mentale, emotionale und körperliche Fitness” dezvăluie studiile sale privind bunăstarea și auto-eficacitatea individului. Cartea a primit recenzii pozitive în „Magazin für Gesundheit und Wohlbefinden – Gesund … ” al revistei Die Zeit, și a fost publicată în peste 650,000 de copii.

## Publicații selectate
- Davenport, T., Leibold, M.,Voelpel, S. (2006). Strategic management in the innovation economy. Strategy approaches and tools for dynamic innovation capabilities. New York: Wiley. (Prefaces by Klaus Jacobs and Heinrich von Pierer; CEO Siemens AG)
- Leibold, M.,  Voelpel, S. (2006). Managing the aging workforce: Challenges and solutions. New York: Wiley.

Articole selectate:
- Biemann, T., Cole, M.S., Voelpel, S.C. (2012). „Within-group agreement: On the use (and misuse) of rWG and rWG(J) in leadership research and some best practice guidelines”. Leadership Quarterly. 23 (1): 66–80. doi:10.1016/j.leaqua.2011.11.006.
- Kearney, E., Gebert, D., Voelpel, S.C. (2009). „When and how diversity benefits teams: the importance of team members need for cognition”. Academy of Management Journal. 52 (3): 581–598. doi:10.5465/amj.2009.41331431.
- Voelpel, S.C., Eckhoff, R., Förster, J. (2008). „David against Goliath? Group size and bystander effects in virtual knowledge sharing”. Human Relations. 61 (2): 273–297. doi:10.1177/0018726707087787.
- Nonaka, I., von Krogh, G., Voelpel, S.C. (2006). „Organizational knowledge creation theory: Evolutionary paths and future advances”. Organization Studies. 27 (8): 1179–1208. doi:10.1177/0170840606066312.
- Voelpel, S.C., Dous, M., Davenport, T. (2005). „Five steps to creating a global knowledge sharing system: Siemens Share-Net”. Academy of Management Executive. 19 (2): 9–23. doi:10.5465/ame.2005.16962590.
- Davenport, T., Voelpel, S. (2001). „The rise of knowledge towards attention management”. Journal of knowledge management. 5 (3): 212–222. doi:10.1108/13673270110400816.